# Пятый Виргинский конвент

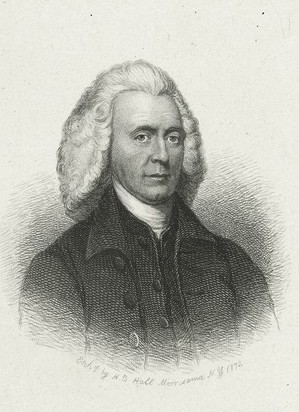
Эдмунд Пендлтон, председатель Пятого Виргинского конвента

Пятый Виргинский конвент — собрание законодательного органа Виргинии, которое проходило в Уильямсберге с 6 мая по 5 июля 1776 года. На этом конвенте Виргиния была провозглашена независимым штатом и была принята её первая конституция, а также Виргинская декларация прав.

## Предыстория и состав
Предыдущий Четвертый Виргинский конвент проходил в Уильямсберге в декабре 1775 года. В Филадельфии Второй Континентальный конгресс назначил Джорджа Вашингтона командующим войсками Континентальной армии, которые тогда осаждали Бостон. Патриоты Виргинии одержали победу над британскими войсками в битве при Грейт-Бридж к юго-востоку от Норфолка.
Нововыбранные делегаты Пятого Виргинского конвента переизбрали Эдмунда Пенделтона президентом конвента после его возвращения из Филадельфии, где он председательствовал на Первом Континентальном конгрессе. Члены конвента условно делились на три группы: радикалы из западной Виргинии, которые выступали за независимость от Британии ещё до 1775 года; философы американского Просвещения; и состоятельные плантаторы, преимущественно из восточной части штата. Несправедливое распределение делегатов обеспечивало непропорционально большое влияние последней группы.

## Заседание
Конвент проходил с 6 мая по 5 июля 1776 года в капитолии в Уильямсберге. После возвращения из Филадельфии, где он был президентом Первого Континентального конгресса, Эдмунд Пенделтон был избран председателем конвента.
В Пятом конвенте было три политические группы. Первая в основном состояла из состоятельных плантаторов, которые стремились сохранить свое влияние в местном управлении, сложившемся за время колониальной Виргинии. Среди них был Роберт Картер Николас-старший, выступавший против принятия Декларации независимости. Эта группа доминировала на конвенте благодаря несправедливому перераспределению делегатов, что давало преимущество рабовладельческому востоку штата. Скорее всего, именно эта партия обеспечила сохранение рабства в Виргинии в то время, когда другие штаты уже начали его постепенное отменять. Она же обеспечила сохранение власти аристократии в управлении округами с избирательным правом, ограниченным имущественными требованиями, что служило основой республиканской формы власти в штате. Вторая группа состояла из интеллектуалов — юристов, врачей и молодых амбициозных людей эпохи Просвещения. К ней относились представители старшего поколения — Джордж Мэйсон, Джордж Уит, Эдмунд Пенделтон, а также молодежь — Томас Джефферсон и Джеймс Мэдисон. Третья группа была меньшинством — в основном молодые люди из западной Виргинии. Ее возглавлял Патрик Генри и другие, которые выступали за независимость от Британии еще до 1775 года.
15 мая конвент объявил, что правительство Виргинии «ранее осуществляемое» королем Георгом III в парламенте «полностью распущено» в связи с неоднократными оскорблениями короля и его «отказом от управления и объявлением нас вне своей верности и защиты». Конвент принял три резолюции: одну — о декларации прав для Виргинии, другую — о создании республиканской конституции, и третью — о федеративных отношениях с теми колониями, которые этого пожелают, и о союзах с любыми иностранными странами, которые согласятся. Кроме того, конвент поручил своим делегатам на Континентальном конгрессе в Филадельфии объявить независимость. Делегация Виргинии была единственной, которая имела безусловные указания провозгласить независимость; Виргиния уже была независима от парламента как «четвертое королевство» Британской империи, но ее конвент не хотел, чтобы штат, по словам Бенджамина Франклина, «висел отдельно».
На следующий день (16 мая) был устроен парад ополчения, принятые резолюции были громко зачитаны народу, а над капитолием был поднят флаг американского Союза. Пендлтон сформировал комитет для разработки конституции и Декларации прав, а 17 мая включил в его состав Джорджа Мэйсона, который и стал основным автором этих документов. Декларация прав была готова и предоставлена конвенту 27 мая, и принята 12 июня. Конституция была готова 24 июня и принята 29 июня. На следующий день прошли выборы губернатора: Патрик Генри обошёл Томаса Нельсона на 15 голосов и стал первым губернатором Виргинии. На последней сессии 5 июля конгресс изъял из «Книги общих молитв» все упоминания короля, королевской фамилии и королевской власти. Этим закончилась колониальная эпоха в истории Виргинии.

## Итоги

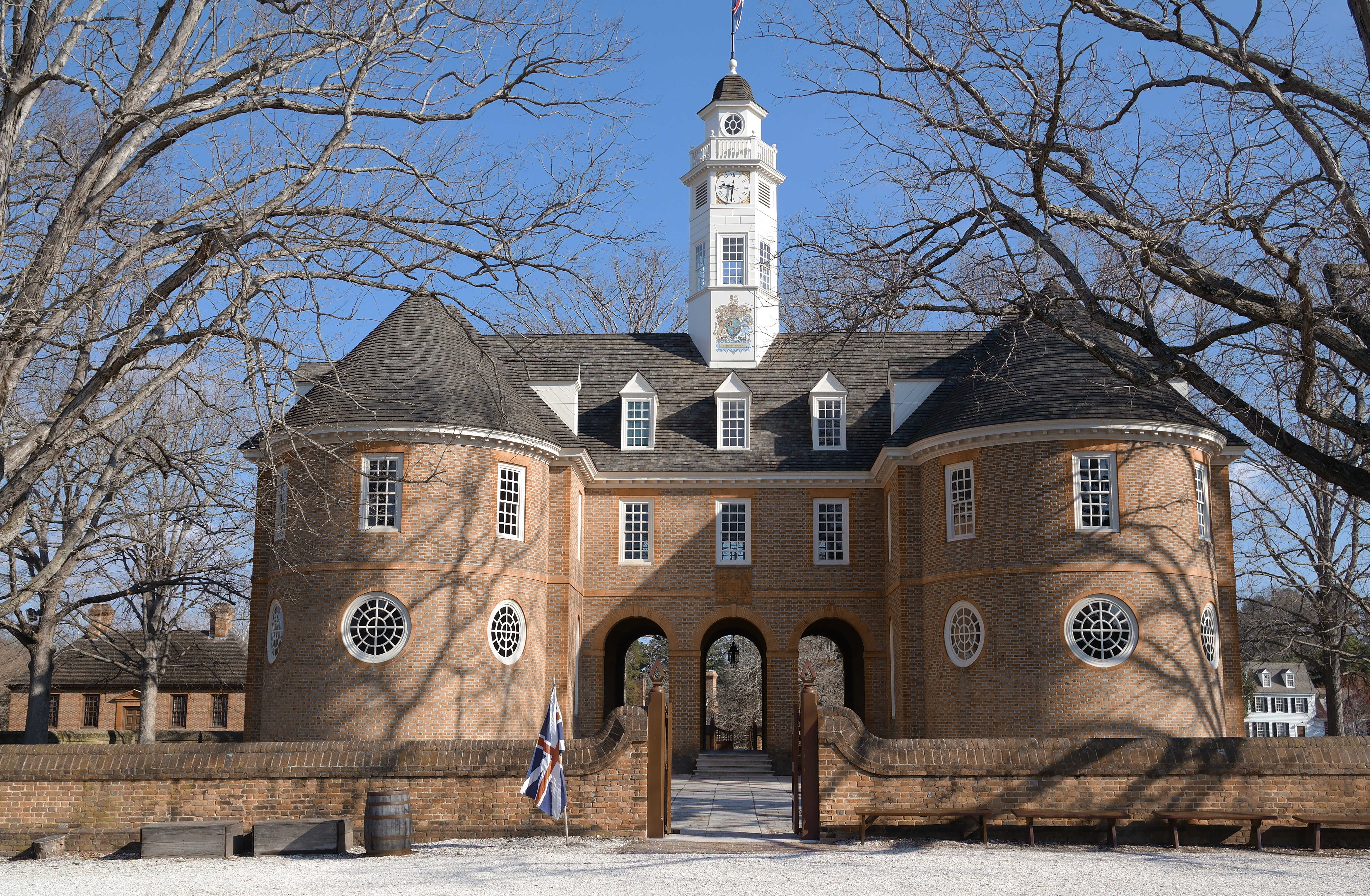
Капитолий Виргинии в Уильямсберге, где в 1776 году проходило заседание Пятого Виргинского конвента.

7 июня Ричард Генри Ли, один из делегатов Виргинии на Втором Континентальном конгрессе во Филадельфии, выполнил указания конвента и предложил так называемую Резолюцию Ли, предлагающую принять постановление о независимости с рекомендованной конвентом формулировкой: «эти колонии являются и по праву должны быть свободными и независимыми штатами». Эта резолюция была принята Конгрессом и стала основой для принятия Американской декларации независимости, которая отразила её идеи.
Конвент внес поправки, а 12 июня принял Декларацию прав Джорджа Мейсона, предшественницу Билля о правах Соединённых Штатов. 29 июня конвент утвердил первую Конституцию Виргинии. Также конвент избрал Патрика Генри первым губернатором Виргинии, и 29 июня 1776 года состоялась инаугурация Генри в качестве губернатора, что позволило Вирджинии создать действующую республиканскую конституцию за несколько дней до того, как Второй Континентальный конгресс провозгласил независимость 4 июля 1776 года.

## Известные участники и список делегатов
- Джон Баннистер
- Арчибальд Кэри
- Патрик Генри
- Томас Джефферсон
- Джозеф Джонс
- Ричард «Скуайр» Ли
- Джеймс Мэдисон
- Джордж Мейсон
- Роберт Николас[англ.]
- Джон Пейдж
- Эдмунд Пендлтон
- Френч Стротер
- Джон Огастин Вашингтон[англ.]
- Джордж Уит
- Мартин Пикетт

Делегаты на Виргинском конвенте 1776 года — избранные в 1776 году (всего 132 члена, по два от каждого округа и по одному от городов Джеймстаун, Уильямсберг, Норфолк и Колледжа Вильгельма и Марии).
| Округ/Город                | Имя                       | Комментарий                 |
| -------------------------- | ------------------------- | --------------------------- |
| Аккомак                    | Саути Симпсон             |                             |
| Аккомак                    | Исаак Смит                |                             |
| Албемарл                   | Чарльз Льюис              |                             |
| Албемарл                   | Джордж Гилмер             | вместо Томаса Джефферсона   |
| Амилия                     | Джон Табб                 |                             |
| Амилия                     | Джон Винн                 |                             |
| Амхерст                    | Уильям Кабелл             |                             |
| Амхерст                    | Габриэль Пенн             |                             |
| Огаста                     | Томас Льюис               |                             |
| Огаста                     | Сэмюэль МакДауэлл         |                             |
| Западная Огаста            | Джон Харви                |                             |
| Западная Огаста            | Чарльз Симмс              |                             |
| Бедфорд                    | Джон Талбот               |                             |
| Бедфорд                    | Чарльз Линч               |                             |
| Беркли                     | Роберт Ратерфорд          |                             |
| Беркли                     | Уильям Дрю                |                             |
| Ботеторт                   | Джон Бауэр                |                             |
| Ботеторт                   | Патрик Локхарт            |                             |
| Брансуик                   | Фредерик Маклин           |                             |
| Брансуик                   | Генри Тазуэлл             |                             |
| Бакингхем                  | Чарльз Паттесон           |                             |
| Бакингхем                  | Джон Кабелл               |                             |
| Каролайн                   | Эдмунд Пенделтон          | Председатель                |
| Каролайн                   | Джеймс Тейлор             |                             |
| Честерфилд                 | Арчибальд Кэри            |                             |
| Честерфилд                 | Бенджамин Уоткинс         |                             |
| Чарльз-Сити                | Уильям Акрилл             |                             |
| Чарльз-Сити                | Самуэль Харвуд            | вместо Бенджамина Харрисона |
| Честерфилд                 | Пол Каррингтон            |                             |
| Честерфилд                 | Томас Рид                 |                             |
| Калпепер                   | Френч Стротер             |                             |
| Калпепер                   | Генри Филд                |                             |
| Камберленд                 | Джон Мэйо                 |                             |
| Камберленд                 | Уильям Флеминг            |                             |
| Динуидди                   | Джон Баннистер            |                             |
| Динуидди                   | Боллинг Старк             |                             |
| Шенандоа                   | Авраам Бёрд               |                             |
| Шенандоа                   | Джон Типтон               |                             |
| Элизабет Сити              | Уилсон Майлс Кэри         |                             |
| Элизабет Сити              | Генри Кинг                |                             |
| Эссекс                     | Мериветэр Смит            |                             |
| Эссекс                     | Джеймс Эдмундсон          |                             |
| Фэрфакс                    | Джон Вест-мл.             |                             |
| Фэрфакс                    | Джордж Мэйсон             | автор Билля о правах        |
| Фокир                      | Мартин Пикетт             |                             |
| Фокир                      | Джеймс Скотт              |                             |
| Фредерик                   | Джеймс Вуд                |                             |
| Фредерик                   | Исаак Зейн                |                             |
| Финкастл                   | Артур Кэмпбелл            |                             |
| Финкастл                   | Уильям Рассел             |                             |
| Глостер                    | Томас Уайтинг             |                             |
| Глостер                    | Льюис Бёрвелл             |                             |
| Гучленд                    | Джон Вудсон               |                             |
| Гучленд                    | Томас М. Рэндольф         |                             |
| Галифакс                   | Натанэль Терри            |                             |
| Галифакс                   | Микайя Уоткинс            |                             |
| Хампшир                    | Джеймс Мерсер             |                             |
| Хампшир                    | Авраам Хайт               |                             |
| Хановер                    | Патрик Генри              |                             |
| Хановер                    | Джон Сайм                 |                             |
| Хенрайко                   | Натанэль Уоткинсон        |                             |
| Хенрайко                   | Ричард Адамс              |                             |
| Айл-оф-Уайт                | Джон С. Уиллс             |                             |
| Айл-оф-Уайт                | Чарльз Фалгам             |                             |
| Джеймс-Сити                | Роберт К. Николас         |                             |
| Джеймс-Сити                | Уильям Норвилл            |                             |
| Кинг-энд-Куин              | Джордж Брук               |                             |
| Кинг-энд-Куин              | Уильям Лайн               |                             |
| Кинг-Джордж                | Уильям Фитцхью            |                             |
| Кинг-Джордж                | Джозеф Джонс              |                             |
| Кинг-Уильям                | Уильям Айлетт             |                             |
| Кинг-Уильям                | Ричард Скуайр Тейлор      |                             |
| Ланкастер                  | Джеймс Селдон             |                             |
| Ланкастер                  | Джеймс Гордон             |                             |
| Лаудон                     | Фрэнсис Пейтон            |                             |
| Лаудон                     | Джозайя Клэфэм            |                             |
| Луиза                      | Джордж Меривезер          |                             |
| Луиза                      | Томас Джонсон             |                             |
| Луненберг                  | Дэвид Гарланд             |                             |
| Луненберг                  | Лодовик Фармер            |                             |
| Мекленберг                 | Джозеф Спид               |                             |
| Мекленберг                 | Беннет Гуд                |                             |
| Мидлсекс                   | Эдмунд Беркли             |                             |
| Мидлсекс                   | Джеймс Монтагю            |                             |
| Нансемонд                  | Уиллис Риддик             |                             |
| Нансемонд                  | Уильям Коупер             |                             |
| Нью-Кент                   | Уильям Клейтон            |                             |
| Нью-Кент                   | Бартоломью Дандридж       |                             |
| Норфолк                    | Джеймс Холт               |                             |
| Норфолк                    | Томас Ньютон              |                             |
| Нортгемптон                | Натанэль Л. Саваж         |                             |
| Нортгемптон                | Джордж Саваж              |                             |
| Нортамберленд              | Родхам Кеннер             |                             |
| Нортамберленд              | Джон Кралл                |                             |
| Ориндж                     | Джеймс Мэдисон-мл.        |                             |
| Ориндж                     | Уильям Мур                |                             |
| Питсилвейния               | Бенджамин Лэнкфорд        |                             |
| Питсилвейния               | Роберт Уильямс            |                             |
| Принс-Эдуард               | Уильям Уоттс              |                             |
| Принс-Эдуард               | Уильям Букер              |                             |
| Принс-Джордж               | Ричард Бланд              |                             |
| Принс-Джордж               | Питер Пойтресс            |                             |
| Принс-Уильям               | Генри Ли                  |                             |
| Принс-Уильям               | Катберт Буллитт           |                             |
| Принцесса Анна             | Уильям Робинсон           |                             |
| Принцесса Анна             | Джон Тороугуд             |                             |
| Ричмонд                    | Хадсон Мьюз               |                             |
| Ричмонд                    | Чарльз МакКарти           |                             |
| Саутгемптон                | Эдвин Грей                |                             |
| Саутгемптон                | Генри Тейлор              |                             |
| Спотсилвейния              | Манн Пейдж                |                             |
| Спотсилвейния              | Джордж Торнтон            |                             |
| Стаффорд                   | Томас Ладвелл Ли          |                             |
| Стаффорд                   | William Brent             |                             |
| Сарри                      | Аллен Кок                 |                             |
| Сарри                      | Николас Фолкон            |                             |
| Сассекс                    | Дэвид Мэйсон              |                             |
| Сассекс                    | Генри Джи                 |                             |
| Варвик                     | Уильям Харвуд             |                             |
| Варвик                     | Ричард Кэри               |                             |
| Уэстморленд                | Ричард Генри Ли           |                             |
| Уэстморленд                | Джон Августин Вашингтон   | вместо Ричарда Генри Ли     |
| Йорк                       | Дадли Диггс               |                             |
| Йорк                       | Томас Нельсон-младший     | Уильям Диггес               |
| Джеймстаун                 | Чемпион Трэвис            |                             |
| Уильямсберг                | Эдмунд Рэндольф           | вместо Джорджа Уайта        |
| Норфолк                    | Уильям Роскоу Уилсон Кёрл |                             |
| Колледж Вильгельма и Марии | Джон Блэр                 |                             |

### Статьи
- W. F. Dunaway. The Virginia Conventions of the Revolution (англ.) // The Virginia Law Register. — Virginia Law Review, 1957. — Vol. 10, iss. 7. — P. 567—586. — doi:10.2307/1100650.